# 建始凤仙花
建始凤仙花（学名：Impatiens silvestrii）为凤仙花科凤仙花属下的一个种。主要分佈於海拔較高的山地。

## 扩展阅读
維基物種上的相關：建始凤仙花